# فينلاند
فينلاند (بالإنجليزية: Vinland)‏ كانت منطقة ساحلية في أمريكا الشمالية استكشفها الفايكنج. وصل ليف إريكسون إليها حوالي عام 1000 ميلادي، أي قبل خمسة قرون تقريبًا من رحلات كريستوفر كولومبوس و‌جون كابوت.  يظهر الاسم في ملاحم فينلاند وتوصف أرضًا تقع خلف جرينلاند وهيلولاند وماركلاند. يتوافق الكثير من المحتوى الجغرافي للملاحم مع المعرفة الحالية بالسفر عبر المحيط الأطلسي وأمريكا الشمالية.
في عام 1960، عثر على دليل أثري للموقع النورسي الوحيد المعروف في أمريكا الشمالية، لانس أو ميدوز، على الطرف الشمالي لجزيرة نيوفاوندلاند. قبل اكتشاف الأدلة الأثرية، لم تكن فينلاند معروفة إلا من خلال الملاحم والتأريخ في العصور الوسطى. أثبت اكتشاف عام 1960 بشكل أكبر استكشاف النورسي قبل كولومبوس للبر الرئيسي لأمريكا الشمالية. وجد علماء الآثار جوزة أرمد في لانس أو ميدوز، مما يشير إلى رحلات إلى خليج سانت لورنس حتى شمال شرق نيو برونزويك. وقد افترض أن لانس أو ميدوز هو معسكر سترومفيورد المذكور في ملحمة إريك الأحمر.